# Надмірна лактація
Надмірна лактація (англ. Overactive let-down) — патологічний синдром у матері, який характеризується тим, що молоко прибуває в надто великій кількості та витікає під час годування занадто швидко.
Дитина при цьому під час годування захлинається, кашляє, смокче з голосним прицмокуванням, під час годування кидає грудь, випльовує молоко, періодично відмовляється від грудей, відмовляється від комфортного смоктання та має кольки й переїдає (часто та у великій кількості зригує).
Ця проблема типово трапляється, коли дитині 3-6 тижнів.

## Причини
1. перший тиждень після пологів
2. надмірна стимуляція сосків (без показань для зціджування молока)

## Лікування
1. годувати дитину якомога частіше: це запобігає зайвому накопиченню молока в грудях і сприяє його спокійнішому витіканню;
2. годувати дитину коли вона спить або дрімає: у такому стані вона смокче спокійніше і витікання молока сповільнюється;
3. обов'язкові нічні годівля (з 3 по 8 год. мінімум 3 годівлі);
4. годувати у таких позиціях, щоб сила тяжіння перешкоджала витіканню молока:
  - у позиції колиски відхилившись на спинку крісла або подушку;
  - з-під руки відхилившись назад або тримаючи малюка майже сидячи;
  - лежачи і поклавши дитину зверху «животом до живота» (не застосовувати часто, оскільки при цьому можлива закупорка молочних проток через їх перетискання)
  - на боці, що дає дитині змогу випльовувати надмір молока;
5. протягом годування кілька разів підніміть дитину вертикально, щоб вона змогла відригнути повітря;
6. розпочавши годування, відніміть дитину ненадовго від груді й перечекайте, доки витікання молока сповільниться, збираючи його в рушник або пелюшку. Далі прикладіть малюка до грудей і продовжуйте годування;
7. якщо усе це не допомагає, перед годуванням зцідити трохи молока, але як останній вихід, оскільки зціджування ще більше стимулює лактацію;
8. якщо дитина добре набирає вагу, намагайтеся годувати її з однієї груді на одне годування; якщо при цьому виникає дискомфорт у другій груді, можна зцідити трохи молока та/або прикласти компреси з капусти. Якщо дитина після спорожнення першої груді все ж хоче продовжити годування, ненадовго прикладіть її до протилежної груді;
9. уникати надмірної стимуляції молочних залоз:
  - зціджування;
  - гарячого душу на груди;
  - не одягати накладок на соски (наприклад, пристосувань для збирання молока);
10. між годуваннями прикладати до грудей холодні компреси на 30 хвилин або компреси з тертої чи відбитої капусти;
11. якщо перераховані заходи не допомагають, потрібно якийсь час годувати дитину з однієї груді на кілька годувань, перед тим як перейти на протилежну:
  - виключіть грудь з годування спочатку на 2-3 години;
  - не обмежувати дитину у її бажанні їсти, якщо вона проситься до грудей, то просто прикладіть її до тієї ж залози;
  - якщо з протилежного від годування боку відчуваєте дискомфорт, зцідить трохи молока. Постійно зменшуйте кількість зцідженого молока аж до того часу, поки зможете обходитися без зціджування;
  - у важких випадках спробуйте проекспериментувати з часом виключення залози з годування; інколи для цього потрібно навіть 4 години;
12. у деяких випадках, попри надмірну лактацію, дитина справляється з годуваннями дуже добре.

Зазвичай ці проблеми зникають після 12 тижнів після пологів, чому сприяють гормональні зміни в організмі, і лактація повністю пристосовується до потреб дитини.

## Профілактика
1. часте прикладання дитини до грудей не рідше ніж що 2 год. в день;
2. нічні годівлі з 3 по 8 год. мінімум 2 годівлі;
3. чергувати груди приблизно що 2 години;
4. уникати надмірної стимуляції молочних залоз:
  - зціджування;
  - гарячого душу на груди;
  - не одягати накладок на соски (наприклад, пристосувань для збирання молока).